# Jihaad Campbell
Jihaad Campbell (Erial, 24 febbraio 2004) è un giocatore di football americano statunitense che milita nel ruolo di linebacker per i Philadelphia Eagles della National Football League (NFL).

## Carriera universitaria
Nella sua prima stagione ad Alabama nel 2022, Campbell fece registrare un tackle. Nella settimana 4 della stagione 2023 fece registrare 7 placcaggi contro Ole Miss. Nel turno seguente, nella sua prima gara come titolare, totalizzò 14 tackle e un intercetto nella vittoria su Mississippi State. Nella settimana 8 mise a referto 10 tackle e recuperò un fumble che ritornò per 24 yard in touchdown nella vittoria per 34-20 su Tennessee. Nel 2024 fu inserito nella formazione ideale della Southeastern Conference.

## Carriera professionistica

### Philadelphia Eagles
Campbell era considerato uno dei migliori difensori selezionabili nel Draft NFL 2025. Il 25 aprile fu scelto come 31º assoluto dai Philadelphia Eagles.